# P.A.O.K. (pallanuoto)
Il Panthessalonikeios Athlītikos Omilos Kōnstantinoupolitōn è la sezione pallanotistica del PAOK, società polisportiva greca con sede nella città di Salonicco. È stata aperta nel 1931, configurandosi come una delle prime società ad occuparsi di questo sport in Grecia.

## Squadra maschile
Nonostante l'ampia storia del club, il PAOK partecipa per la prima volta alla massima serie del campionato greco soltanto nel 1985; nonostante le prestigiose vittorie contro squadre quotate quali Chios e Olympiakos retrocede subito, rimanendo in A2 (la seconda divisione nazionale) per ben 15 anni.
Il 1999 segna la fine di un processo di rinforzo delle strutture societarie durato circa dieci anni, culminato con il ritorno in A1 e che permette alla squadra di completare il campionato di A2 1998-99 con una sola sconfitta al passivo. Da quell'anno il club lavora per diventare una costante nella massima serie greca, e oggi il PAOK può considerarsi una delle principali forze della pallanuoto maschile greca, pur senza aver mai conquistato alcun titolo.

## Squadra femminile
Il primo campionato greco femminile si disputa solo nel 1987-88. Questo porta il veterano giocatore Dimitris Thomopoulos ad aprire la sezione femminile nel 1989. Bisogna attendere pochi anni, e precisamente a metà anni novanta, per vedere la squadra raggiungere il suo massimo livello, con un 6º posto in massima serie nella stagione 1996-97. Segue una serie di retrocessioni e promozioni una dietro l'altra, fra A1 e A2, le due principali serie del campionato greco.
Gli anni 2000 proseguono intervallando ottimi risultati in A1 a nuove retrocessioni e successive promozioni. Anche in ambito femminile, tuttavia, la squadra non ha mai ottenuto successi.

## Rosa 2013-2014
| N° |                    | Ruolo | Giocatore             |
| -- | ------------------ | ----- | --------------------- |
|    | Grecia (bandiera)  | P     | Stratos Kechagias     |
|    | Grecia (bandiera)  | P     | Athanasios Beziliotis |
|    | Grecia (bandiera)  | P     | Ioannis Siordinis     |
|    | Grecia (bandiera)  | D     | Dimitrios Miteloudis  |
|    | Grecia (bandiera)  | D     | Giorgos Katsoulakis   |
|    | Grecia (bandiera)  | D     | Nikolaos Prosiniklis  |
|    | Grecia (bandiera)  | D     | Ioannis Antivalidis   |
|    | Croazia (bandiera) | A     | Hrvoje Koljanin       |
|    | Grecia (bandiera)  | A     | Labros Vogiatzoglou   |
|    | Grecia (bandiera)  | A     | Avraam Alichanidis    |
|    | Grecia (bandiera)  | A     | Ioannis Kocheilas     |
|    | Grecia (bandiera)  | A     | Marios Chatzigoulas   |

| N° |                   | Ruolo | Giocatore             |
| -- | ----------------- | ----- | --------------------- |
|    | Grecia (bandiera) | A     | Christos Papapostolou |
|    | Grecia (bandiera) | A     | Spyros Sitarenios     |
|    | Grecia (bandiera) | A     | Ioannis Mytilinios    |
|    | Grecia (bandiera) | A     | Anastasios Metaxiotis |
|    | Grecia (bandiera) | A     | Nikolaos Dimitriadis  |
|    | Grecia (bandiera) | A     | Konstantinos Kissas   |
|    | Grecia (bandiera) | A     | Polymeris Prosiniklis |
|    | Grecia (bandiera) | A     | Stefanos Rizopoulos   |
|    | Grecia (bandiera) | A     | Ioannis Argyros       |
|    | Grecia (bandiera) | CB    | Emmanouil Solanakis   |
|    | Grecia (bandiera) | CB    | Vasileios Alichanidis |
|    | Grecia (bandiera) | CB    | Dimitrios Nikolaidis  |